# Jean-Baptiste Théodon
 (avril 2015).
Jean-Baptiste Théodon, né le 26 septembre 1645 à Vendrest et mort le 19 janvier 1713 à Paris, est un sculpteur français.

## Biographie

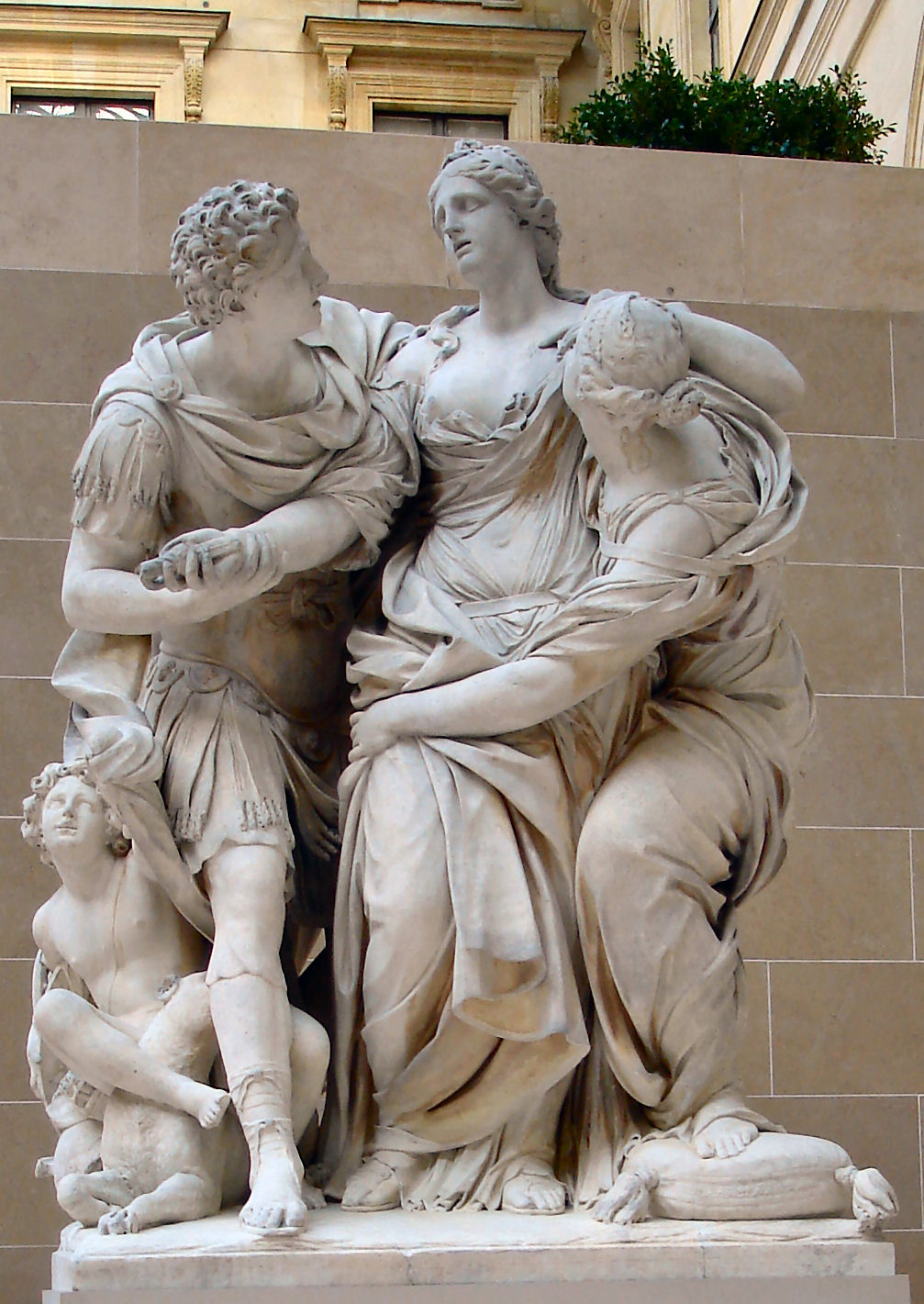
Arria et Pætus (1685-1695), Paris, musée du Louvre.

D'abord destiné à une carrière ecclésiastique, il se tourne vers les arts. Il bénéficie de soutiens puissants. Formé à Versailles et à la Manufacture des Gobelins, où il est élève de Le Brun. Attesté à Paris en 1675, Jean-Baptiste Colbert fait entrer Jean-Baptiste Théodon en 1676 à l'Académie de France à Rome (l'Académie, installée au palazzo Caffarell - aujourd'hui Vidoni Caffarelli, déménage au palais Capranica en 1684. Colbert écrit de lui : "c’est un bon homme, qui est habile en son art". Bien que n’ayant obtenu aucun prix de l’Académie royale, est traité comme un pensionnaire. Il s'installe avec son épouse. En 1682, il réclame à Colbert une pension supérieure à celle qui est commune, ce que Colbert recommande au directeur de l’Académie (Charles Errard 1675 à 84), lequel l’expulse en 1683. Selon Mathieu de la Teullière, le directeur qui lui succède (1684-99) qui l’avait malgré tout rappelé pour le consulter, c’était un "querelleur", "propre à rien", "paresseux", etc. (voir Henry Lapauze, Histoire de l’Académie de France à Rome. Tome I : 1666-1801. 1924), p. 54. Paris, Librairie Plon. 503 pages, téléchargeable, et la Correspondance de l’Académie de France à Rome T. I, p. 456), pour ses contemporains un " ivrogne". Élève de Domenico Guidi, c’est un bon sculpteur et ses soutiens sont fidèles (outre les Potier de Gesvres, le cardinal César d’Estrée et Christine de Suède, mais cette dernière décéde en 1689). Il est reçu à l'Accademia di San Luca et à la Pontifici Insigne Accademia di Belle Arti e Letteratura dei Virtuosi al Pantheon. Son talent le fait remarquer des papes et des congrégations religieuses, en particulier les jésuites. Il réside près de 30 ans en Italie et travaille à la décoration des basiliques du Latran et de Saint-Pierre.
Il travaille à Paris en 1704 pour la paroisse de Saint-Hippolyte où il y avait un séminaire de maître pour la campagne dirigé par le frère Nicolas Vuyart. Il est un ami de l'abbé Léon Potier de Gesvre (1656-1714).
Il rentre définitivement en France en 1705 et participe à l'embellissement du château de Versailles, notamment de la chapelle royale, avec 16 autres sculpteurs de renom qui vont en deux ans réaliser 28 statues, sous la direction de Jules Hardouin-Mansart (1646-1708), dont ce sera la dernière entreprise. La relève est assurée par le duc d'Antin qui devient surintendant et qui lui commande les grands modèles d'une hauteur de trois pieds et demi du Saint Jacques et du Saint André, agréés par Robert de Cotte qui devient premier architecte.
Il participe au grand chantier des Invalides dans sa deuxième phase (1702-1709), et à l'embellissement du parc du château de Marly.
Après la mort de son mari, en 1713, Élisabeth Jourdain veuve Jean-Baptiste Théodon institue la Communauté des Filles-de-Sainte-Marthe dans le but de procurer une instruction convenable aux jeunes filles du faubourg Saint-Antoine. Le siège de cet établissement fut d'abord placé dans la grande rue de ce faubourg. En 1719 il fut transféré dans la rue de la Muette. Cette communauté a été supprimée en 1790.

## Collections publiques
- En France :
  - Le Plessis-Placy, église paroissiale : Martyre de Saint Victor, 1707, plâtre, retable classé au Monuments historiques en 1908

- - Parc de Sceaux, entrée d'Honneur :
    - Combat d'une licorne et d'un dragon, 1672-1675
    - Chien égorgeant un loup, 1672-1675

  - Château de Marly : Compagne de Diane, œuvre non localisée

- - Paris :
    - musée du Louvre : Arria et Caecina Paetus, ou La mort de Lucrèce, 1685-1695, marbre, 265 × 173 × 130 cm. Commencée en 1685, en raison de la lenteur de l'exécution, Matthieu de La Teullière, directeur de l'Académie de France à Rome à partir de 1684 jusqu'en 1699, en confie la finition à Pierre Lepautre (1659-1744) qui la termine en 1695. Elle est expédiée en France et placée à Marly en 1715, puis en 1717 au jardin des Tuileries, comme pendant d'Énée et Anchise (musée du Louvre) du même artiste. Aujourd'hui au musée Louvre depuis son acquisition en mars 1989
    - dôme de l'hôtel des Invalides : Saint Jérôme, 1705, œuvre détruite

- - Château de Versailles :
    - Quinconce du nord (ancien bosquet du Dauphin) :
      - Cérès, ou L'Eté, 1678-1690, marbre
      - L'Hiver, 1678-1690, marbre

    - Bosquet de la Girandole :  Moissonneur, 1679-1690, sculpture en pierre d'après un dessin de Nicolas Poussin
    - Atlas changé en rocher, 1688-1692, statue en marbre, 283 × 96 × 70 cm, sculptée à Rome. C'est en 1800 qu'il rejoint avec Phaétuse les quatre groupes au bassin circulaire des Tuileries, déplacés en 1858 sur la terrasse du bord de l'eau, il sera déposé au musée du Louvre en 1870 jusqu'en 1936. Celui-ci en a fait dépôt au château de Versailles
    - Phaétuse changée en peuplier, 1688-1692, marbre, 279 × 103 × 69 cm, sculpté à Rome. Conservé au musée du Louvre jusqu'en 1936, puis déposé au château de Versailles
    - chapelle royale :
      - Saint Jacques le Majeur, 1707-1708
      - Saint André, 1707-1708.

- En Italie :
  - Place Saint-Pierre de Rome.

- En Russie :
  - Saint-Pétersbourg, musée de l'Ermitage : sainte Cécile, 1702-1703, terre cuite.